# Jim Beam
Jim Beam (произносится: джи́м би́м) — американская марка бурбона, выпускаемая в Клермонте, Кентукки. Является одним из наиболее продаваемых бурбонов в мире.
С 1795 года (с перерывом на период сухого закона) семь поколений семьи Бим занимались производством виски для компании, выпускающей эту марку. Название бренда Jim Beam появилось в 1943 году в честь Джеймса Б. Бима, который восстановил бизнес после окончания сухого закона. Ранее бренд производился семьей Бим, а затем принадлежал холдингу Fortune Brands, но в 2014 году был приобретен компанией Suntory.
Под маркой Jim Beam продаются несколько сортов бурбона и виски, а также некоторые другие алкогольные напитки.

## Мастера-дистиллеры
Из семьи Бим над вкусом бурбона Jim Beam работало 7 поколений дистиллеров:
- Джейкоб Бим (англ. Jacob Beam, 1760—1834)
- Дэвид Бим (англ. David Beam, 1802—1854), сын Слэйда Бима
- Дэвид М. Бим (англ. David M. Beam, 1833—1913), сын Дэвида Бима
- Джеймс Б. Бим (англ. James B. Beam, 1864—1947), сын Дэвида М. Бима
- Джереми Бим (англ. T. Jeremiah Beam, 1899—1977)
- Букер Ноэ (англ. Booker Noe, 1929—2004)
- Фред Ноэ (англ. Fred Noe, род. 1957)

Предыдущий главный мастер-дистиллер Джерри Дэлтон (англ. Jerry Dalton), занимавший должность в 1998—2007 годах, был первым главным виноделом не из семьи Бим. Его преемником стал Фред Ноэ, праправнук Джима Бима.

## История
В 1795 году фермер Йоханнес Джейкоб Бим (англ. Johannes "Jacob" Beam) основал завод по производству собственного бурбона.
В 1820 году Дэвид Бим, сын Джейкоба, в возрасте 18 лет взял на себя обязанности отца, а во время промышленной революции расширил распространение семейного бурбона.
В 1854 году Дэвид М. Бим переместил дистиллерию семьи в округ Нельсон, США.
До 1880 года клиенты приносили свои собственные кувшины на дистиллерию, чтобы наполнить их бурбоном. В 1880 году компания начала разливать продукт по бутылкам и продавать его на национальном уровне под торговой маркой Old Tub.
Джеймс Б. Бим управлял семейным бизнесом до и после «сухого закона» в США, восстанавливая дистиллерию в 1933—1934 годах в Клермонте, штат Кентукки, недалеко от своего дома в Бардстауне. В 1935 году Гарри Л. Гомелем, Оливером Джекобсоном, Гарри Блумом и Джереми Бимом была основана The James B. Beam Distilling Company.
В 1943 году название бренда было изменено с Old Tub на Jim Beam.
В 1945 году компания была куплена Гарри Блумом, чикагским торговцем спиртными напитками.
В 1968 году Jim Beam перешла во владение American Brands.
В 1913 году Джереми Бим начал работать на дистиллерии в Клир-Спрингс, позже стал главным дистиллером и осуществлял надзор за производством на новом заводе в Клермонте. В конечном итоге Джереми Бим приобрел полное право собственности и в 1954 году открыл вторую дистиллерию возле Бостона, штат Кентукки. Позднее Джереми объединился с другом детства Джимберленом Джозефом Куинном, чтобы расширить предприятие.
В 1987 году Букер, внук Джима Бима, представил свой одноимённый бурбон Booker’s — первый произведенный компанией неразбавленный бурбон прямо из бочки и первый из «коллекции бурбона в малой партии». Букер был мастером-дистиллером на дистиллерии Jim Beam более 40 лет и тесно сотрудничал с Джерри Дэлтоном.
В 1987 году The James B. Beam Distilling Co приобрела компания National Brands.
В 2007 году Фред Ноэ стал мастером-дистиллером семейства Бим в 7-м поколении.
В 2011 году холдинговая компания, производящая Jim Beam, была переименована в Beam, Inc..
В январе 2014 года было объявлено, что Beam, Inc. будет куплена Suntory Holdings Ltd., японской компанией, известной производством первого японского виски. Объединённая компания стала называться Beam Suntory.
В 2022 году Beam Suntory вместе с компанией Edrington (производитель виски Macallan) решили уйти с российского рынка. Их совместное предприятие Maxxium Russia предполагается продать топ-менеджменту. Продукция Beam Suntory в Россию поставляться не будет.

## Производство
Дистиллерии

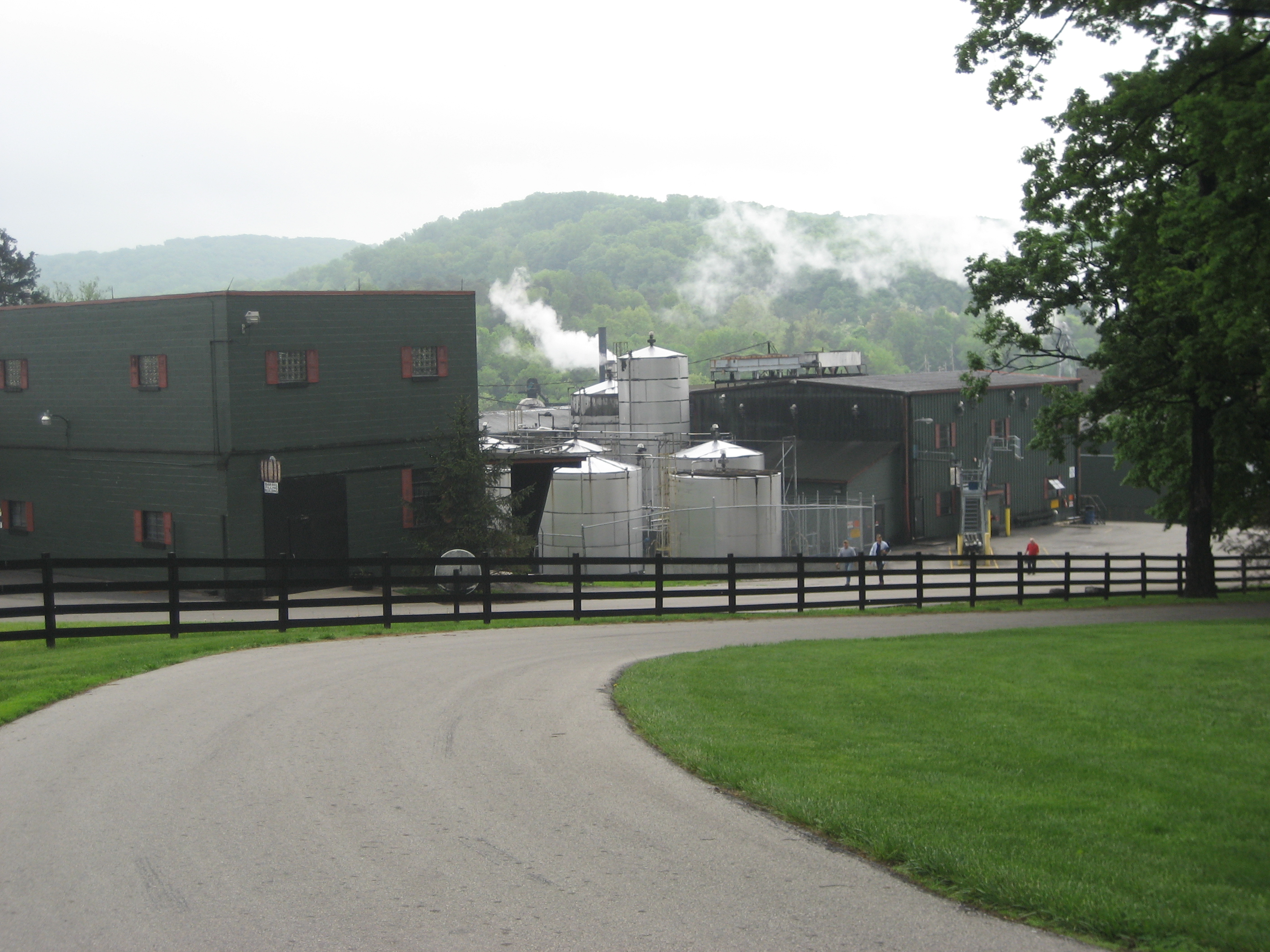
Завод по производству Jim Beam

Около города Клермонт, Кентукки, есть две дистиллерии, которые производят Jim Beam. Первая — это главный завод с туристическим офисом и историческими зданиями, а также производственным комплексом. Вторая — завод Букера Ноэ в нескольких километрах к югу. Это промышленные мощности с оборудованием, идентичным основному заводу.
Сырье
Для производства бурбона Jim Beam используется смесь кукурузы, солодового ячменя и ржи. Кукуруза служит основным источником сахара. Рожь добавляет в смесь немного пряности. Пюре из кукурузы готовится при температуре около 105 °C (220 °F) при небольшом избыточном давлении. После приготовления при высокой температуре добавляются два других ингредиента, полученная масса варится при разных температурах и очень тщательно перемешивается. Ферменты ячменя расщепляют весь крахмал кукурузы и ржи на сахар. Эта сладкая вода является основой для производства бурбона.
Перегонка
Бурбон перегоняется в высоком перегонном кубе с ректификационной колонной. Внутренняя часть колонны сделана из меди, она вступает в реакцию со спиртом и удаляет некоторые ненужные компоненты. После того, как дистиллят прошел через удвоитель, уровень алкоголя в нём поднимается до 67,5 % (135 proof).
Бурбон принято перегонять не выше 80 % (160 proof). Причиной этого является сохранение вкуса оригинального сусла, который пропадает при более высокой концентрации алкоголя. Jim Beam ниже этого уровня, следовательно, перед розливом в бочки не нуждается в разбавлении. В результате получается бурбон с насыщенным ароматом из дубовой бочки и меньшим количеством воды. Однако это также означает, что необходимо заполнить больше бочек неразбавленным бурбоном, чтобы произвести требуемое количество продукции.
Выдержка
Общее количество бочек Jim Beam на складе в 2015 году составило около 1,9 млн (примерно 380 млн литров или 100 млн галлонов). Все они хранятся в девятиэтажных складах. Эти склады являются самыми высокими в отрасли. Чем выше бочка хранится на складе, тем там жарче летом. В течение этих тепловых циклов бочки расширяются и открывают поры древесины. За счет выдержки бурбон приобретает ванильные и карамельные ноты, при том, что в производстве сахар не используется. Кроме того, цвет бурбона меняется из бесцветного на золотисто-коричневый.
По законодательству США минимальная выдержка бурбона — 2 года, при этом бурбоны Jim Beam выдерживаются минимум 4 года.

## Сорта бурбона

Бутылка виски марки Jim Beam и два фирменных стакана

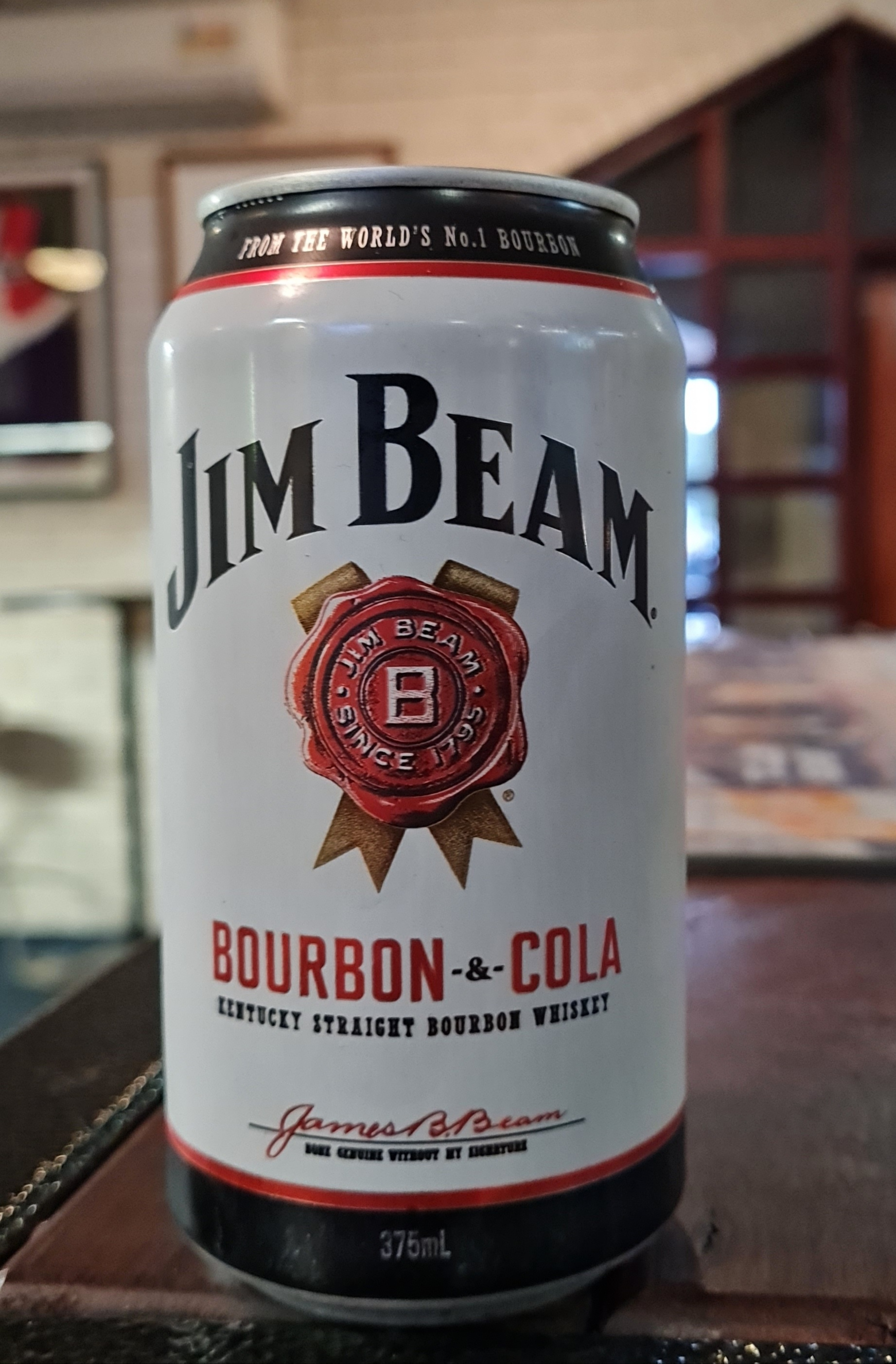
Jim Кола

Существует несколько сортов Jim Beam, также известных как Beam:
- Jim Beam White label (выдержка 4 года, 40 % алкоголя по объёму).
- Jim Beam White label (выдержка 7 лет, 40 % алкоголя по объёму) — отличается надписью «Premium Aged 7 Years Old» наверху этикетки.
- Jim Beam Green label (выдержка 5 лет, 40 % алкоголя по объёму).
- Jim Beam Black triple aged (выдержка 6 лет, 43 % алкоголя по объёму).
- Jim Beam Black label (выдержка 8 лет, 43 % алкоголя по объёму).
- Jim Beam Yellow label (выдержка 4 года, 40 % алкоголя по объёму).

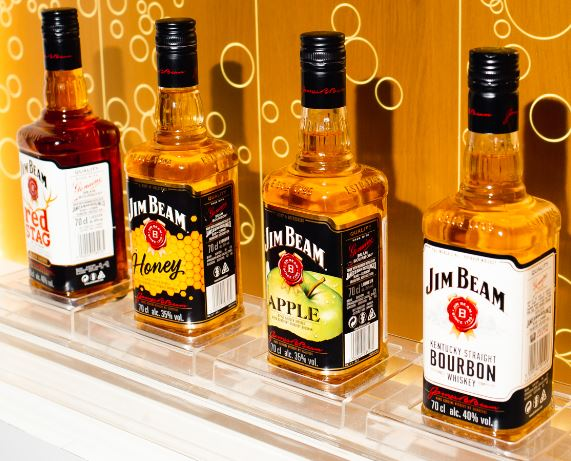
Бутылки марки Jim Beam: White Label, Apple, Honey

Jim Beam также производит несколько видов высокосортного бурбона ограниченными партиями:
- Maple
- Apple
- Honey
- Knob Creek
- Basil Hayden
- Baker’s
- Booker’s
- Red Stag
- Double Oak
- Devil’s Cut
- Rye
- Bonded
- Single Barrel
- Signature Craft 12 Years Old
- Distiller’s Masterpiece
- Kentucky Fire
- Signature Craft Harvest Bourbon Collection
- Jacob’s Ghost

## Награды
- В 2009 году Jim Beam White получил золото, Jim Beam Black двойное золото на San Francisco World Spirits Competition[11].
- В 2013 году Signature Craft 12 Years Old, Devil Cut и Black 8 Years Old получили золотые медали на International Wine & Spirit Competition.
- В 2015 году Jim Beam Bonded получил золото на International Wine & Spirit Competition.
- В 2016 году Jim Beam Black получил золотую награду и «Bourbon Trophy 2016» на International Wine & Spirit Competition[12].